# Lodè
Lodè ist ein Ort in der Provinz Nuoro in der italienischen Region Sardinien mit 1491 Einwohnern (Stand 31. Dezember 2023).
Lodè liegt 68 km nordöstlich von Nuoro.
Die Nachbargemeinden sind: Bitti, Lula, Onani, Padru (OT), Siniscola und Torpè.